# Jörg Vaihinger
Jörg Vaihinger, född den 8 oktober 1962 i Dortmund, Tyskland, är en västtysk friidrottare inom kortdistanslöpning.
Han tog OS-brons på 4 x 400 meter stafett vid friidrottstävlingarna 1988 i Seoul. 